# 我は汝に誓う、我が祖国よ
「我は汝に誓う、我が祖国よ」（われはなんじにちかう わがそこくよ、英語: I vow to thee, my country）は、イギリスの作曲家グスターヴ・ホルスト作曲の管弦楽組曲『惑星』の第4楽章「木星」の中間部 Andante maestoso の旋律（木星の第4主題）をもとにしたコラールである。イギリスの愛国歌、またイングランド国教会の聖歌となっている。

## 概要
イギリスの外交官セシル・スプリング・ライス（1859年 - 1918年）が作った詩に、1918年（1921年説も）グスターヴ・ホルストの組曲『惑星』（1916年作曲）の一曲「木星」の中間部の旋律が付けられた歌である。スプリング・ライスがこの詩を作った当時のヨーロッパは第一次世界大戦のさなかであり、そのためか1番では祖国への忠誠心、2番では平穏の理想の国家について言及している。1926年にコーエン出版から発表された。

### 歌詞
セシル・スプリング・ライスによる詩は、彼がスウェーデン駐箚イギリス大使だった1908年ごろに書かれた。当時はラテン語で「神の都」を意味する「ウルブス・デイ」（Urbs Dei ）あるいは「二つの祖国」（The Two Fatherlands）と呼ばれ、詩にはいかにキリスト教徒が祖国と天上の王国の両方への忠誠心を負うべきかが書かれていた。詩の一部は、作者が子孫にあたるスプリング家のモットーを基にしている。第1稿は、独自の構成として、第一次世界大戦前に典型的な、祖国への愛がはっきりとあらわされている。 
1912年にスプリング・ライスはアメリカ合衆国駐箚イギリス大使に任命された。スプリング＝ライスはアメリカでウッドロー・ウィルソン政権に、アメリカが第一次世界大戦での中立から、イギリス側として参戦しドイツと戦うよう、方針転換を働きかけた。アメリカ参戦後、彼は本国へと呼び戻された。1918年1月、出発の少し前に詩を推敲し、「ウルブス・デイ」と命名したが、第1稿から大きく離れ、イギリスの兵士の多大な損失と苦しみを直截に描いたものになった。
スプリング・ライスの孫娘によれば、第3稿は当初は発表の予定はなかった。第2稿、第3稿と考えられる詩は、第1稿と第3稿を修正したものである。
第1稿の歌詞はめったに歌われないが、第2稿はイギリスと、特に第一次世界大戦の戦没者に触れられる。最終稿の "And there's another country" とは天国への言及である。最後の行は『欽定訳聖書』の「箴言」3章17節 "Her ways are ways of pleasantness, and all her paths are peace." による。

### 旋律

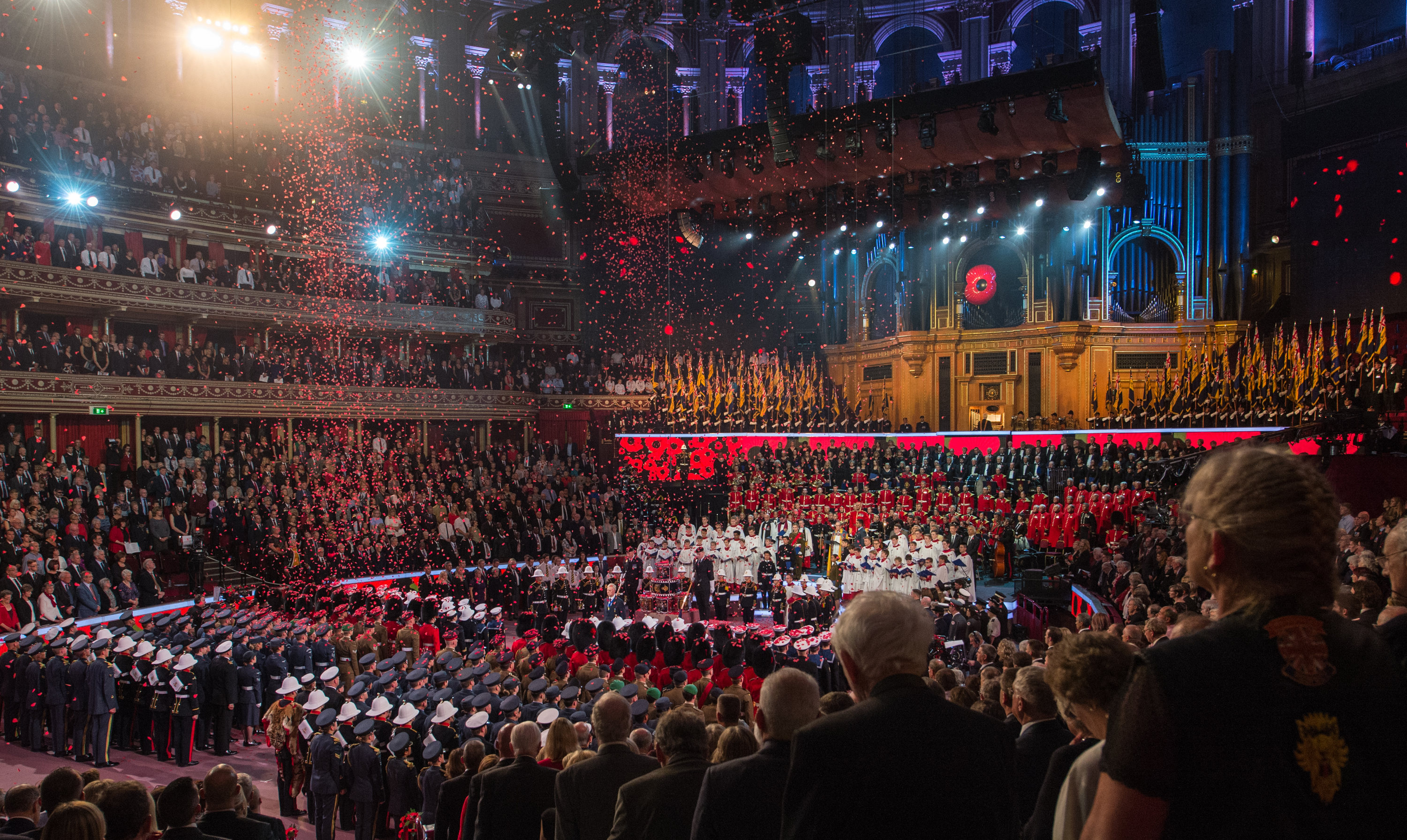
2015年ロイヤル・ブリティッシュ・リージョンによるリメンブランス・デー・フェスティバル（於ロイヤル・アルバート・ホール、ロンドン）

旋律は、グスターヴ・ホルストの管弦楽組曲『惑星』の一曲「木星」の中間部のもの（惑星 (組曲)#「木星」の第4主題）であるが、ホルスト自身によって歌詞に合うように編曲された。1926年にコーエン出版から「管弦楽付きコラール」として出版された（1918年作曲とあるだけで、作品番号はなくH番号148がふられている）。

### イギリスの愛唱歌
1926年の第一次世界大戦休戦協定記念式典で演奏されて以降、イギリスでは11月11日のリメンブランス・デーで戦没者追悼の歌として歌われるようになった。1926年に賛美歌集 "Songs Of Praise" に収録されたときには、ホルストの友人レイフ・ヴォーン・ウィリアムズによって『サクステッド』と名付けられた。ホルストが曲を付けた背景に関しては、ホルストの娘イモージェンが以下のように証言している。
「歌詞に曲をつけるよう求められたとき、父は働きづめで大変疲れていて、『木星』の音に歌詞を合わせることに安らぎを感じていた。」
ロイヤル・ブリティシュ・リージョン（w:Royal British Legion ）によるリメンブランスデーの式典（11月11日の直前の日曜日もしくは土曜日に開催される）では女王、王族を含む参列者全員によって歌唱される（外部リンクを参照）。王太子妃ダイアナがこの聖歌を好んだとされ、チャールズ3世との結婚式で演奏されたほか、1997年のダイアナ妃の葬儀の際には長男ウィリアム王子の要望で演奏された。また2013年のマーガレット・サッチャー元イギリス首相の葬儀でも歌唱されたほか、2021年のエディンバラ公フィリップの葬儀では吹奏楽で演奏された。

## 歌詞
|    | 原詩                                                              | 日本語訳                                                                   |
| -- | ----------------------------------------------------------------- | -------------------------------------------------------------------------- |
| 1. | I vow to thee, my country, all earthly things above,              | 我は汝に誓う、我が祖国よ、地上の一切の物の上なる、                         |
| 1. | Entire and whole and perfect, the service of my love;             | あまねく、完全無欠のものよ、我が愛の仕えるものよ。                         |
| 1. | The love that asks no question, the love that stands the test,    | 何も問わない愛、試練に耐える愛、                                           |
| 1. | That lays upon the altar the dearest and the best;                | それは最愛にして最良のものをも祭壇に差し出されるもの、                     |
| 1. | The love that never falters, the love that pays the price,        | 怖気づかない愛、贖う愛、                                                   |
| 1. | The love that makes undaunted the final sacrifice.                | すなわち、究極の犠牲にさえ揺るがない愛。                                   |
|    |                                                                   |                                                                            |
| 2. | I heard my country calling, away across the sea,                  | 我は、祖国が呼んでいるのを聞き、それは海の向こうから、                     |
| 2. | Across the waste of waters she calls and calls to me.             | 海の越えてはるばる、祖国は我を呼びに呼んだ。                               |
| 2. | Her sword is girded at her side, her helmet on her head,          | 祖国の剣は傍らに佩用され、祖国の兜はその頭にあり、                         |
| 2. | And round her feet are lying the dying and the dead.              | 祖国の足もとの周りには、横たわるものら、瀕死の者ら、死者らがいる。         |
| 2. | I hear the noise of battle, the thunder of her guns,              | 我には戦いの音が聞こえる、銃の雷鳴が、                                     |
| 2. | I haste to thee my mother, a son among thy sons.                  | 我は我が母なる祖国たる汝のもとに駆けつけよう、汝の息子のなかの一人として。 |
|    |                                                                   |                                                                            |
| 3. | And there's another country, I've heard of long ago,              | そしてもう一つの祖国があると、はるか昔に伝え聞かされた。                   |
| 3. | Most dear to them that love her, most great to them that know;    | かの国を愛する者には最も愛しく、かの国を知るものには最も偉大であり、       |
| 3. | We may not count her armies, we may not see her King;             | かの国には軍隊が無く、王も存在せず、                                       |
| 3. | Her fortress is a faithful heart, her pride is suffering;         | 人々の敬虔な心が砦となり、受難は誇りとなる。                               |
| 3. | And soul by soul and silently her shining bounds increase,        | 人々の魂ごとにその静かなる輝きは増し、                                     |
| 3. | And her ways are ways of gentleness, and all her paths are peace. | かの国が歩む道のりは穏やかで、その先には常に平和である。                   |